# Czesław Kuriata
Czesław Kuriata (ur. 29 kwietnia 1938 we wsi Marcelówka powiat Kostopol, zm. 12 października 2022 w Koszalinie) – polski poeta, prozaik oraz autor utworów dla dzieci.

## Życiorys
Urodził się w chłopskiej rodzinie Piotra Kuriaty i Stefanii z domu Kuriata. W trakcie rzezi wołyńskiej uratowany przez matkę ucieczką do lasu.
Po II wojnie światowej w 1945 roku wraz z rodzicami zamieszkał we wsi Kurowo. Kształcił się najpierw w czteroklasowej szkole powszechnej tam, gdzie mieszkał, potem w starszych klasach szkoły podstawowej w Bobolicach pod Koszalinem. Następnie uczęszczał do Liceum Ogólnokształcącego w Białogardzie, gdzie zdał maturę w 1955 roku. W Poznaniu ukończył z tytułem magistra filologię polską na Uniwersytecie im. Adama Mickiewicza. Od roku 1960 mieszkał w Koszalinie. W 1960 roku wstąpił do komunistycznej Polskiej Zjednoczonej Partii Robotniczej. W latach 1960–1984 był redaktorem Rozgłośni Polskiego Radia w Koszalinie, początkowo w jej Redakcji Artystycznej, a od roku 1965 na stanowisku kierownika Redakcji Literackiej. Od 1960 był członkiem ZAiKS. W roku 1965 został kierownikiem Redakcji Literackiej, którą kierował przez blisko 25 lat. Od 1962 roku członek Związku Literatów Polskich, a prezesem Oddziału Koszalińskiego Związku został w roku 1965. Od 1964 roku był członkiem Komisji Kultury Komitetu Wojewódzkiego PZPR w Koszalinie. W latach 1969–1974 był członkiem kolegium redakcyjnego miesięcznika „Pobrzeże”. W 1972 roku został redaktorem comiesięcznej wkładki do dziennika „Głos Pomorza” pod tytułem Magazyn Literacki. W 1977 został redaktorem Arkuszy Poetyckich Młodych dodatku do kwartalnika „Profile Kultury”. W latach 1983–1985 był członkiem zespołu redakcyjnego tygodnika „Ziemia i Morze”. Był także członkiem prezydium Koszalińskiego Towarzystwa Społeczno-Kulturalnego. W 1986 roku został członkiem zarządu Oddziału Koszalińskiego nowego Związku Literatów Polskich.

## Życie prywatne
Żoną jego była, młodsza o 12 lat, Ludmiła Janusewicz-Kuriata – poetka, pisarka i malarka. Syn – Artur Kuriata, wydawca.
Przebywał w szpitalu z powodów kardiologicznych. Pochowany został w Alei Zasłużonych cmentarza komunalnego w Koszalinie (kwatera AZ-2csp-1-4).

## Twórczość literacka
Debiutował jako poeta wierszem pt. Człowiek i ludzie na łamach tygodnika „Ziemia i Morze” w 1956 (nr 9). Publikował wiersze, prozę, artykuły i recenzje w „Pomorzu” w latach 1956, 1958–1965, 1967–1969, „Współczesności” w latach 1956, 1961–1970, „Tygodniku Zachodnim” w latach 1957–1960, „Zarzewiu” w latach 1957–1962, 1968–1969, „Odrze” w latach 1958–1967, „Zielonym Sztandarze” w latach 1959, 1961–1965, „Nadodrzu” w latach 1960–1969, „Życiu Literackim” 1960–1983, „Literach” 1962–1970, „Tygodniku Kulturalnym” 1962–1985, „Faktach i Mitach” 1968–1970, „Płomyczku” 1971–1984, „Głosie Pomorza” 1975–1985.

## Działalność publiczna
W wyborach parlamentarnych w roku 1993 bez powodzenia kandydował do Senatu z ramienia Samoobrony – Leppera. Od 1998 do 2002 roku zasiadał w radzie miasta Koszalina z listy Sojuszu Lewicy Demokratycznej.

## Twórczość
- Zorze Archangielskie (opowiadania)
- Niebo zrównane z ziemią (poezje)
- Dziewczyna pod kwiatami (opowiadania)
- Galop do wielkiego lasu (powieść)
- Powrót księcia Eryka (poemat)
- W każdą podróż (poezje)
- Upominek jubileuszowy (opowiadania)
- Jeśli miłość nazwać (poezje)
- Człowiek z rybą (opowiadania)
- Wino pestkowe (opowiadania)
- Miara dłoni (poezje)
- Naprawdę już po wojnie (opowiadania)
- Bogusław X (poemat)
- Wyznania najprostsze. Wiersze o miłości (poezje)
- Spowiedź pamięci (opowiadania)
- Zapiski prowincjonalnego pisarza (wspomnienia)
- Ile zawodów ma mama (utwór dla dzieci)
- Zabawa w wyobraźnię (utwór dla dzieci)

## Ordery i odznaczenia
- Krzyż Kawalerski Orderu Odrodzenia Polski (1983)
- Złoty Krzyż Zasługi (1970)
- Srebrny Krzyż Zasługi
- Medal 30-lecia Polski Ludowej
- Medal 40-lecia Polski Ludowej
- Srebrny Medal „Zasłużony Kulturze Gloria Artis” (2005)[14]
- Medal Honorowy Twórcom i Mecenasom Kultury
- Odznaka „Zasłużony Działacz Kultury” (1972)
- Honorowa Odznaka Komitetu ds. Radia i Telewizji
- Odznaka „Za zasługi w rozwoju województwa koszalińskiego”
- Odznaka „Za zasługi dla miasta Koszalina”

Źródło:.

## Nagrody i wyróżnienia
- 1960 – nagroda w ramach II Łódzkiej Wiosny Poetów
- 1961 – nagroda w ramach III Łódzkiej Wiosny Poetów
- 1961 – nagroda za najciekawszy debiut na V Festiwalu Młodej Poezji w Poznaniu - za tomik wierszy Niebo zrównane z ziemią[2]
- 1961 – I nagroda za najciekawszy debiut książkowy roku na Poznańskim Listopadzie Poetyckim - za tomik wierszy Niebo zrównane z ziemią[16][15]
- 1961 – I wyróżnienie w konkursie o Nagrodę Czerwonej Róży
- 1961 – nagroda artystyczna I stopnia miasta Koszalina
- 1962 – I nagroda WRN w Koszalinie w konkursie literackim za opowiadania Dziewczyna pod kwiatami
- 1964 – nagroda w ramach III Opolskiej Wiosny Poetyckiej
- 1964 – II wyróżnienie w konkursie o Nagrodę Czerwonej Róży
- 1966 – doroczna nagroda Przewodniczącego Komitetu do Spraw Radia i Telewizji za twórczość radiową
- 1968 – nagroda w ramach V Opolskiej Wiosny Poetyckiej
- 1972 – Nagroda „Pobrzeża”
- 1982 – nagroda Przewodniczącego Komitetu do Spraw Radia i Telewizji za twórczość oraz działalność radiową i telewizyjną[9]